# Zentralrat der Ex-Muslime
Zentralrat der Ex-Muslime (Före detta muslimers centralråd), förkortat ZdE, är en tysk ateistisk organisation. Föreningens bildades 21 januari 2007 i Köln och dess fullständiga namn är Zentralrat der Ex-Muslime und sonstiger nichtreligiöser Menschen e. V. Föreningen opinionsbildar mot hedersmord och slöjtvång.
År 2007 hade föreningen runt 430 medlemmar.

## Grundare
Grundaren Mina Ahadi föddes år 1956 i Iran och studerade till läkare där. Efter Iranska revolutionen motsatte hon sig tvånget att bära chador och hon tvingades lämna universitetet. Hennes make och fem vänner fångades av regimen och avrättades. Ahadi dömdes till döden i sin frånvaro men lyckades fly till Kurdistan 1981. Hon bodde i Köln efter år 1996. I februari 2007 tillkännagav hon under en intervju i tidskriften Focus att hon lämnat sin islamiska tro, varefter muslimska fanatiker tillkännagav att hon skulle mördas. Därefter lever Ahadi med en livvakt ifrån polisen. Islamologen Ursula Spuler-Stegemann uttalade att hoten säkerligen var allvarligt menade.

## Skandinavien
I Skandinavien finns rörelsen under namnet Centralrådet för ex-muslimer i Skandinavien (CRES).

## Storbritannien
Council of Ex-Muslims of Britain (CEMB) är den brittiska grenen av ZdE. Den bildades i Westminster 22 juni 2007 och har sitt säte i London. Föreningen bekänner sig till rationellt tänkande, allmängiltiga rättigheter och sekularism. En nyckelperson och talesperson i föreningen är Maryam Namazie.
Enligt en intervju i The Guardian uppger föreningen att de hjälper cirka 350 personer om året, varav flertalet har hotats på grund av att de lämnat islam, antingen av sina egna familjemedlemmar eller av islamister.